# Беклемищева, Ольга Алексеевна
Ольга Алексеевна Беклемищева (род. 3 апреля 1961, Жуковский, Московская область) — российский государственный и политический деятель. Депутат Государственной Думы второго созыва, член фракции «Яблоко», заместитель председателя комитета по охране здоровья.

## Биография
Ольга Алексеевна родилась 3 апреля в 1961 году в городе Жуковский Московской области.
В 1986 году завершила обучение и получила диплом о высшем образовании 2-го Московского государственного медицинского института им. Н. И. Пирогова по специальности врач-биохимик.
После защиты диплома и получения высшего образования стала трудиться в Нижнем Новгороде, занималась медицинским обследованиями детей дошкольного и младшего школьного возраста. С 1987 по 1989 годы — сотрудник Института гигиены и физиологии детей и подростков, а с 1989 по 1993 годы работала во Всесоюзном НИИ физкультуры и спорта.
В 1994 году на выборах депутатов городской Думы Нижнего Новгорода побеждает и избирается в законодательный орган власти. Работает на посту заместителя председателя комитета по социальной политике. Во время депутатской деятельности в городской Думе поддерживала Бориса Немцова.
17 декабря 1995 года на выборах депутатов государственной Думы второго созыва избрана депутатом по Канавинскому избирательному округу № 117. В Государственной Думе занимала пост зампреда комитета по охране здоровья. Член фракции «Яблоко». Полномочия завершены в декабре 1999 года.
В 2000 году стала работать заведующей отделом социальной политики движения «Отечество». Отошла от политики после объединения «Отечества» и «Единства».
Избиралась членом Центрального совета объединения «Яблоко». Была председателем Нижегородской организации объединения «Яблоко». Создала и возглавила ассоциацию родителей детей-инвалидов и родителей многодетных и неполных семей «За будущее детей».
Избиралась председателем Социал-демократической партии России (СДПР).
Работает обозревателем, сотрудничает с радио «Свобода». В 2002 году вела программу «Ваше здоровье» на радио «Свобода». Автор множества научных работа и публикаций в прессе.
Овдовела, имеет двоих детей.